# Münchner Sommernachtstraum

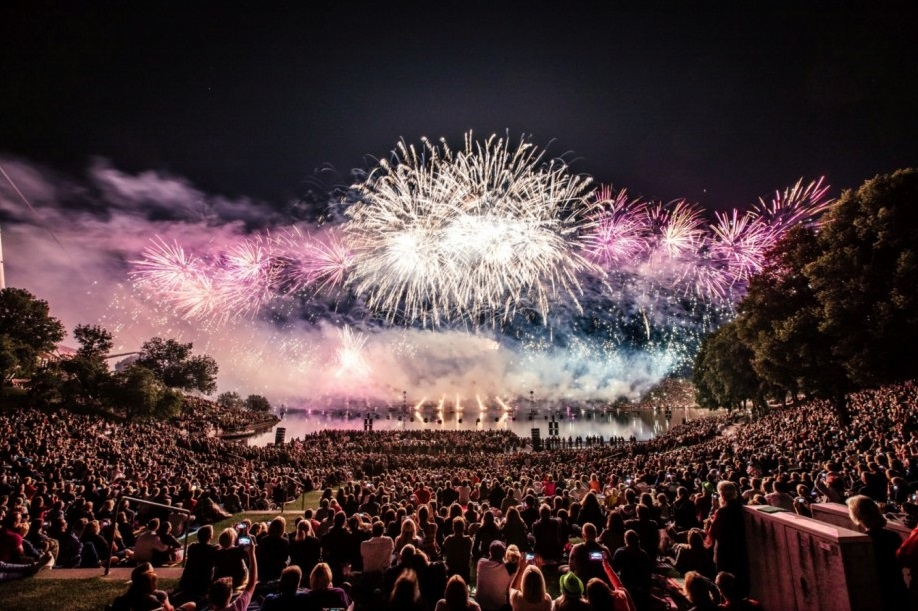
Musikfeuerwerk beim Münchner Sommernachtstraum 2018

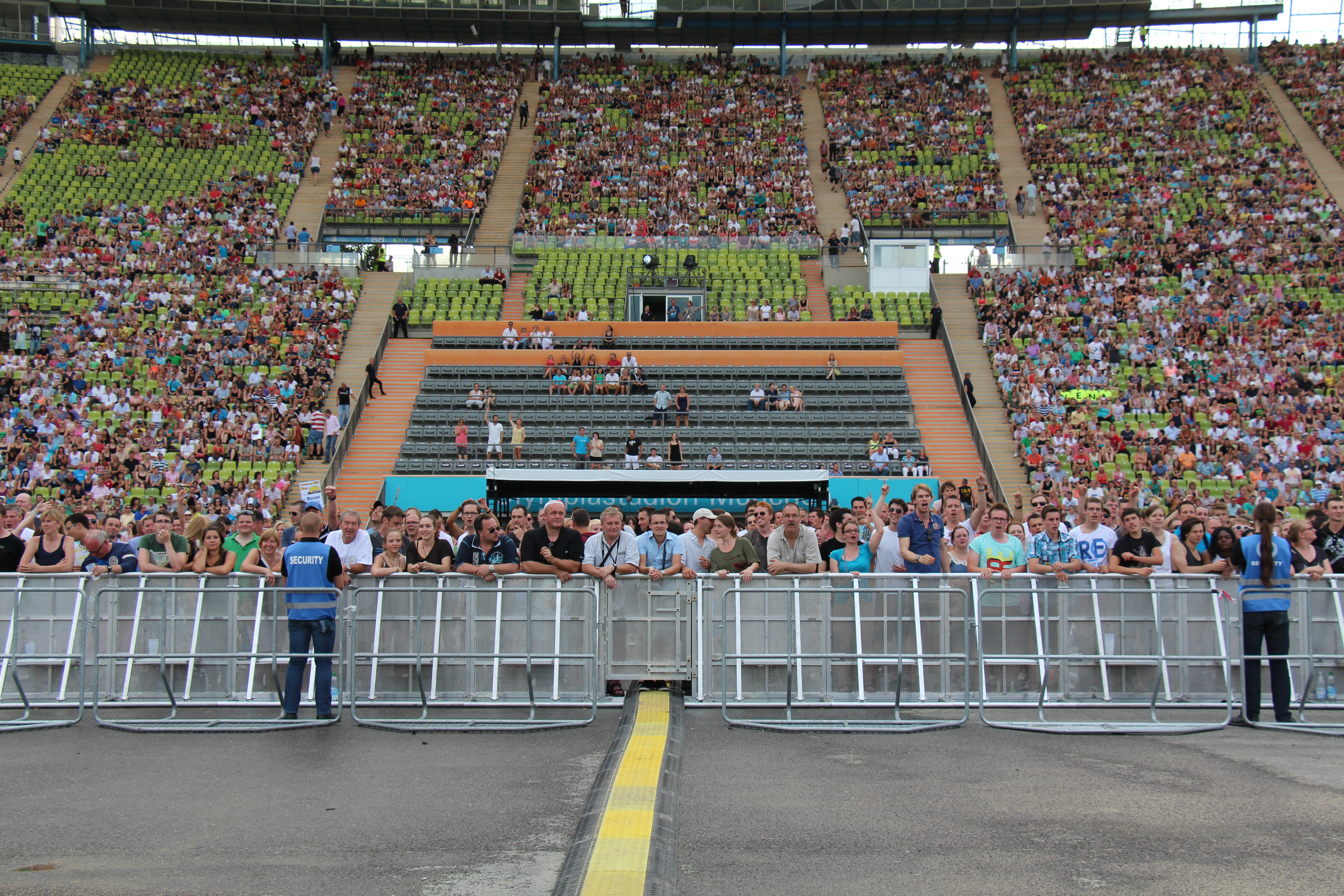
Zuschauer beim Münchner Sommernachtstraum 2013

Der Münchner Sommernachtstraum ist eine seit 2004 jährlich im Juli stattfindende Show-Veranstaltung im Münchner Olympiapark.

## Beschreibung
Der Sommernachtstraum besteht aus Live-Konzerten und einem 35-minütigen Musikfeuerwerk.
Beim Sommernachtstraum spielten bisher Bands wie z. B. die Spider Murphy Gang, Münchener Freiheit, Scooter, Unheilig, Rainhard Fendrich, Haindling, Nena, Heino, DJ Antoine, Milk & Sugar, Billy Idol, Rea Garvey oder Cro. 
Bereits 2006 zählte der Sommernachtstraum 60.000 Besucher. 2008, im Jahr des 850. Münchner Stadtgeburtstags, erzielte der Münchner Sommernachtstraum mit 63.000 Besuchern seinen damaligen Besucherrekord.
2017 wurde die Veranstaltung kompakter ausgerichtet, um große Laufwege für die Besucher zu vermeiden. Dabei wurde wieder ein Zweibühnenkonzept mit einer Hauptbühne auf dem Coubertinplatz und einer „Inselbeat-Bühne“ am Ostufer des Olympiasees umgesetzt. Die Veranstaltung wurde von 25.000 Menschen besucht.
2019 war der Münchner Sommernachtstraum mit ca. 11.000 Einzelzündungen und ca. 4 Tonnen Pyrotechnik das bislang größte Feuerwerk Deutschlands.